# Maciej Polkowski
Maciej Polkowski (ur. 25 lipca 1947 w Warszawie) – polski dziennikarz sportowy, redaktor naczelny Przeglądu Sportowego w latach 1990-1994, autor kilku książek o tematyce sportowej.

## Życiorys
Jego ojciec, Wacław był kawalerzystą 2 Pułku Ułanów Grochowskich, a po II wojnie światowej pracował w NBP. Matka, Jadwiga, córka prof. Ludwika Kolankowskiego była pracownikiem umysłowym.
Maciej Polkowski ukończył filologię polską na Uniwersytecie Mikołaja Kopernika w Toruniu uzyskując stopień magistra w 1971.
Od 1 września 1972 do 30 czerwca 2004 pracował w Przeglądzie Sportowym, gdzie był przez prawie 20 lat kierownikiem działu piłki nożnej. W latach 1990–1994 był redaktorem naczelnym tego czasopisma. Współpracował też z dziennikami i czasopismami - między innymi ze Sportem, Przeglądem i periodykiem PZPN Polska Piłka. W gazetach tych drukowano mu felietony, reportaże, wywiady i artykuły publicystyczne.
Były przewodniczący Komisji ds. Mediów PZPN i Zespołu Wydawniczego PZPN. Od 2005 roku jest honorowym ambasadorem Fundacji Dyplomaci Dzieciom. Od 7 stycznia 2006 do 11 lutego 2011 roku był prezesem Kazimierskiego Klubu Sportowego Orły z Kazimierza Dolnego.
W 2001 roku odznaczony Krzyżem Kawalerskim Orderu Odrodzenia Polski (M.P. nr 23, poz. 406).
Książki:
- Lato, Dom Wydawniczy Grażyna Kosmala, 1994, ISBN 83-86418-00-1
- Engel - Futbol na tak, Wydawnictwo Dolnośląskie, 2001, ISBN 83-7023-893-9
- Alfabet Demy - według Mirosława Milewskiego, Dema Promotion Polska, 2005.
- Lubelska Piłka Nożna (współautor Andrzej Szwabe), Wydawnictwo Jantar, 2008, ISBN 978-83-915233-4-6
- Alfabet Pana Kazimierza, Oficyna Wydawniczo-Poligraficzna Adam, 2011, ISBN 978-83-7232-961-5